# 酸性雨

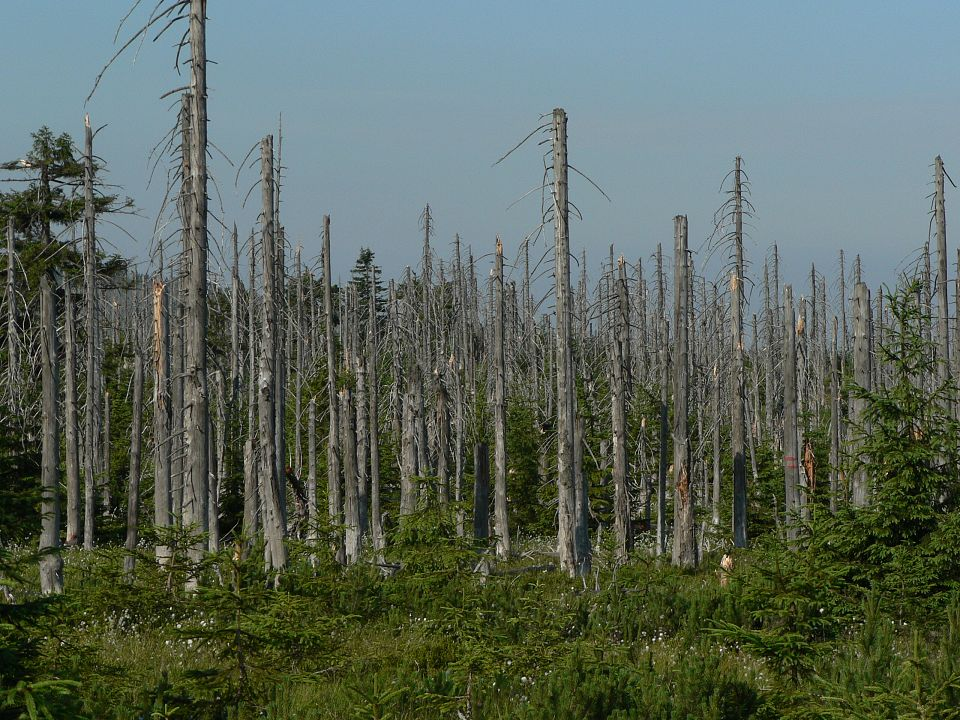
酸性雨による被害を受けた木々

酸性雨（さんせいう、英:Acid rain）とは、環境問題の一つとして問題視される現象で、大気汚染により降る酸性の雨のことを指す。酸性の雪は酸性雪（さんせいゆき）、酸性の霧は酸性霧（さんせいぎり、さんせいむ）と呼ばれる。
硫黄酸化物や窒素酸化物が原因となっている。

## 定義
狭義にはpH 5.6以下の雨のことを酸性雨と呼ぶが、広くはこれに雪、霧や粉じん、ガス状物質などを含め、地表を酸性にする上空からの酸性降下現象をまとめて含めて考える。雨や雪、霧などの湿性降下物と、粉じんやガス状物質の乾性降下物を合わせて酸性降下物と呼ぶ。pHの絶対値ではなく、人為的な影響が加えられる前と比較して雨等のpHが酸性側にシフトする現象である。
通常の雨はやや酸性である。中性にはならないのは、雨が純粋な水ではなく大気中に僅かに含まれる二酸化炭素や火山活動により生じた硫黄酸化物などが自然に溶け込むためである。
近年、pHが低い（酸性が強い）雨がしばしば観測されるようになり、酸性雨として問題視されるようになった。日本で観測される雨の平均的なpHは4.8程度であり、大気中の二酸化炭素だけが水に溶けたときのpHが5.6であることと比較すると酸性となっていることがわかる。
しかし、火山などの自然発生源から放出される硫黄酸化物を計算に入れると、自然の雨（酸性雨でない雨）は、pH5前後ではないか、という研究報告もある。
また、雨・雪等に解けたアンモニアはアルカリ性を示すが、地表に降下後微生物により亜硝酸態窒素・硝酸態窒素となり土壌を酸性化させることが知られており、環境を酸性化させる降下物として広義にはこれを含める場合もある。

## 原因
酸性雨は、化石燃料の燃焼や火山活動などにより生成される二酸化硫黄や窒素酸化物により発生する。これらが大気中で硫酸や硝酸に変化したのち、雨などに溶解する。また、アンモニアは大気中の水と反応し塩基性となるため、酸性の降雨により土壌に運ばれた後に硝酸塩へと変化することで広義の意味で酸性雨の一因とされる。
なお、日本における原因物質の発生源としては、産業活動に伴うものだけでなく火山活動も考えられている。また、東アジアから偏西風に乗ってかなり広域に拡散・移動してくるものもあり、特に日本海側では観測される。また、国立環境研究所の調査では日本で観測される硫黄酸化物のうち49%が中国起源のものとされ、続いて日本起源21%、火山13%とされている。

## 酸性雨の基準値
一般的に、雨の水素イオン濃度（pH）値が5.6以下であるときに酸性雨と呼ぶ。これは、標準的な大気中において、雨水と二酸化炭素が平衡状態にあるときの値、つまり大気中の二酸化炭素を飽和溶解度になるまで純水に溶かしたときのpH値である。
しかし、この値を基準とすることについては異論も存在する。火山活動などにより非人為的に雨のpH値が低下することがあるほか、非人為的な起源の大気エアロゾル粒子、例えば海塩粒子、土壌由来の微小粒子などが雨に溶解することで雨のpH値は場所により大きく異なってくるためである。
実際、酸性雨や酸性霧による環境への影響は、土壌や水中、建造物などに含まれる、酸性雨や酸性霧を中和する成分の濃度にも左右されてくる。pH5.6を下回ったからといってすぐに被害が現れるというわけではない。こういった異論を踏まえて、基準値を緩めているところもある。たとえばpH5.0としているアメリカなどがある。
国立環境研究所では、この発生源を調べるには、pHだけでなく、降水の中に含まれているイオンの種類と量を知る必要があるという見解に到っている。現在日本では実施されている酸性雨の調査では、pHだけでなく硫酸イオン、硝酸イオンをはじめとした多くの汚染物質を測定している。
ただ、具体的にどのくらいの値に設定すればよいかというのは調査が必要な上、地域差があることなどから、はっきりと算出されていない。今のところpH5.6というのが「ひとつの目安」となっている。参考として、土壌の酸性化はマグネシウムイオンやアルミニウムイオンが溶け出し始めるレベル、湖沼の酸性化はpH6.0-5.0くらいのレベルで被害が深刻化してくるとされる。

## 人為的な酸性雨の起源
世界で初めて酸性雨の存在が明らかにされたのは、産業革命が頂点に達した19世紀のイギリスであり、1878年のR. Smithの論文「マンチェスターのスモッグ」の中で言及されている。
19世紀のイギリスでの石炭・コークスの消費量増大は、排出ガスによる降水の酸性化を進行させたことが判明している。
1950年代に入って間もない頃に湖や川の魚が死んでいったり、古い教会のブロンズ像がボロボロになったりする異変がスウェーデンやノルウェーの南部の北欧で始まっていた。その原因はpH 4 - 5の雨が降っていたことであった。この両国にはその汚染源は見つからなかった。しかし、その原因を突き止めたのはスウェーデンの土壌科学者S・オーデン博士であった。その汚染物質は欧州中部から運ばれてきていた。1967年、博士は酸性雨の研究の論文を発表している。
産業革命以降、石炭を大量に使ったイギリスやドイツなどがスカンディナビア半島の森林に多大な影響を与え、1980年代までには当時の東ドイツ、チェコスロバキア、ポーランドを中心とする国々も石炭を使い続けた結果、欧州東部へ広がる針葉樹林の広範囲を死滅させてしまった。もちろん住民への健康被害は大変なものであったにもかかわらず当時の政権はそれを隠蔽し続け、被害をよりいっそう甚大なものとしてしまった。
日本でも大気汚染の影響から1970年代前半には関東地方で強い酸性の雨が降り、1980年代以降は中国をはじめとするアジア諸国の経済発展に伴い、東アジア全体で酸性雨が問題視されるようになった。
中国では石炭の埋蔵量も豊富であり、安価であることから使用量も莫大であり、北京をはじめとする内陸部の工業地帯では酸性雨や大気汚染が広がっている。街にはマスクをかけている人が見られる。

## 被害
酸性雨の影響としては以下のようなものがある。
- 湖沼を酸性化し、魚類の生育を脅かす[10]。

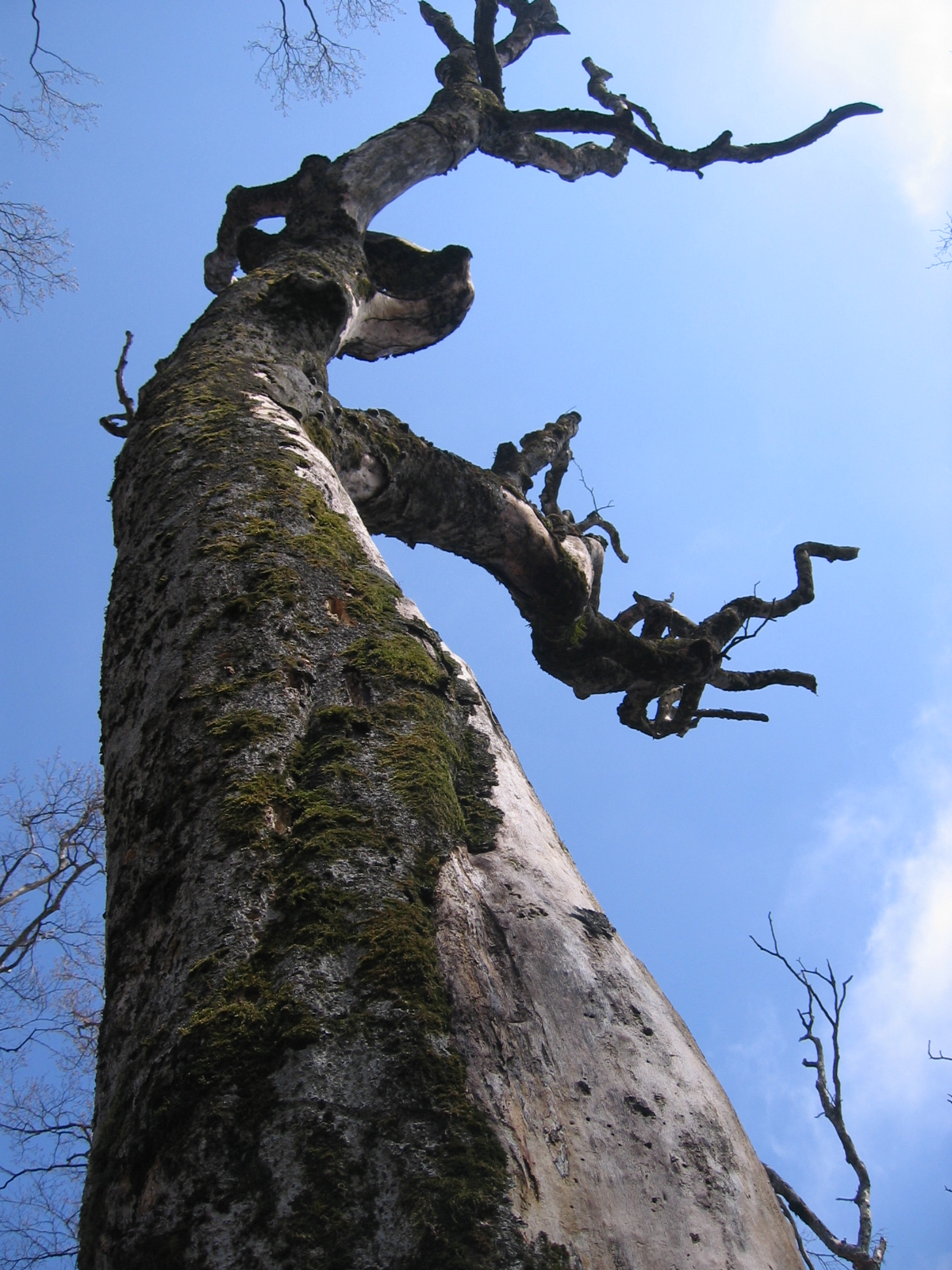
酸性雨の影響で枯れた丹沢山地のブナ

- 土壌を酸性化し、植物の生存に必要なカルシウムイオンやマグネシウムイオンが溶解、雨で地中深くや地下水に浸透して流失する。
- 土壌を酸性化し、植物に有害なアルミニウムや重金属イオンを溶け出させる。また、溶け出した金属イオン（特にアルミニウムイオン）が河川に流入することで、水系の動物に被害を与えている。
- 植物を枯死させる。樹木が立ち枯れする原因となる。
  - ヨーロッパ・北米を中心に森林を枯らしている（ドイツのシュヴァルツヴァルトが酸性雨被害の深刻な森として有名である。西ドイツの森林の半分以上が酸性雨による被害を受けているといわれている）。その被害のさまからヨーロッパでは酸性雨のことを「緑のペスト」と呼んでいる。また、近年酸性雨による被害が報告されている中国では「空中鬼」の異称がある。国務院（政府）の全国一斉酸雨調査（1983年3月～10月）では、ph5.6以下の省、直轄市、自治区は20に上る。また、2400余の観測地点のうち1,000カ所以上から酸性雨が記録された[11]。
  - 日本では、群馬県赤城山、神奈川県丹沢山地などでの森林の立ち枯れなどがある。これらの被害は、狭義の「酸性雨」でなく、光化学オキシダントのような広義の酸性雨（酸性降下物）の影響が強いのではないかといわれている。
- 屋外にある銅像や歴史的建造物を溶かすなど、文化財に被害を与えている。
- 鉄筋コンクリート構造の建物、橋梁などに用いられる鉄筋の腐食を進行させるなどの被害を与えている。